# Мардук-кабіт-аххешу
Мардук-кабіт-аххешу (д/н — бл. 1140 до н. е.) — цар Ісіну і Вавилону близько 1157—1140 до н. е. Ім'я перекладається як «Мардук є найвідомішим з братів».

## Життєпис
Походив з місцевої знаті. Ймовірно близько 1156 року до н. е. захопив владу у важливому місті Ісін. Потім розпочав боротьбу проти еламського царя Шутрук-Наххунте I. Точіно невідомо, коли саме відвоював Вавилон. Ймовірно це сталося 1155 або 1154 року до н. е., коли помер еламітський цар. Мардук-кабіт-аххешу не наважився перенести столицю до Вавилону, оскільки не почував себе там впевнено. Тому зберіг резиденцію в Ісіні. В подальшому вів тривалі війни проти еламітських царів Кутір-Наххунте I й Шилхак-Іншушинака I. Зумів зберегти владу над центральною та частиною південної Месопотамії, але зрештою втратив Шумер й вимушений був визнати зверхність Еламу. Йому спадкував син Ітті-Мардук-балату.